# Ireneusz Lukas
Ireneusz Lukas (* 14. června 1971 v Havířově) je polský evangelický duchovní, teolog, pedagog a činovník ekumenického hnutí.
Ordinován byl roku 1998. V letech 2008–2016 byl ředitelem kanceláře Polské ekumenické rady. Od dubna 2016 je tajemníkem Světové luterské federace pro Evropu. Vyučuje na Křesťanské teologické akademii ve Varšavě.
Jeho bratrem je varhaník Krzysztof Lukas.